# Hermann Julius Kolbe
Pour les articles homonymes, voir Kolbe.
Hermann Julius Kolbe (1855–1939) est un entomologiste allemand.

## Publications
- (de) Kolbe H.J., 1880. Das Flügelgeäder der Psociden und seine systematische Bedeutung. Entomologische Zeitung 41: 179–186 (BHL).